# Lussemburgo ai XX Giochi olimpici invernali
Il Lussemburgo ha partecipato ai XX Giochi olimpici invernali di Torino, che si sono svolti dal 10 al 26 febbraio 2006, con una delegazione formata da una sola atleta.

## Pattinaggio di figura
| Gara                  | Atleta        | Obbligatorio | Obbligatorio | Breve/Originale | Breve/Originale | Libero | Libero | Totale | Totale |
| Gara                  | Atleta        | Punti        | Pos.         | Punti           | Pos.            | Punti  | Pos.   | Punti  | Pos.   |
| --------------------- | ------------- | ------------ | ------------ | --------------- | --------------- | ------ | ------ | ------ | ------ |
| Individuale femminile | Fleur Maxwell |              |              | 44,53           | 21              | 65,04  | 24     | 109,57 | 24     |